# Oncopus aurata
Oncopus aurata är en fjärilsart som beskrevs av William Schaus 1892. Oncopus aurata ingår i släktet Oncopus och familjen mätare. Inga underarter finns listade i Catalogue of Life.